# Joseph Jean Pierre Laurent
Joseph Jean Pierre Laurent foi um astrônomo amador francês que descobriu o asteróide 51 Nemausa em 1858. O asteróide foi descoberto usando o observatório privado da casa anteriormente ocupada pelo astrônomo Benjamin Valz, que deixou para se tornar o novo diretor do Observatório de Marselha. Ele confiou o seu antigo observatório a Laurent, que mais tarde descobriu o asteróide. A casa, localizada a 32 rue Nationale em Nîmes, tem uma placa comemorativa da descoberta. Valz relatou a descoberta em uma carta para os Comptes rendus des séances de l'Académie des Sciences. Laurent recebeu o Prêmio Lalande por sua descoberta, juntamente com outros descobridores de asteróides e cometas.